# Kлупa
Клупе су комад намештаја и део урбаног мобилијара које су обично направљене од дрвета или у комбинацији више материјала: метала ливеног гвожђа, кованог гвожђа, бетона или синтетичких материјала. Клупе могу бити разних облика и димензија, са наслонима за руке и леђа или без њих. Клупе су обично намењене за спољашњу употребу, за уређење паркова, дворишта и башта и тако представљају део урбаног мобилијара тј уличног намештаја једног града.

## Врсте клупа
- Дрвене клупе које су израђене искључиво од дрвета могу бити дизајниране на више начина и највећу примену имају у приватним двориштима и баштама. Дрвене клупе је потребно заштитити квалитетним премазима који ће је заштитити од разних временских услова: сунца, кише, снега...
- Клупе израђене у комбинацији метала, ливеног гвожђа и дрвета најчешћу примену имају у уређењу јавних површина, паркова, градских тргова итд због свог изгледа, физичке издржљивости и једноставног причвршћивања за бетонску подлогу.

Често се клупе једноставно називају по месту где се користе, без обзира да ли то подразумева специфичан дизајн.
- Клупе у парку су постављене као места за седење у јавним парковима и разликују се по броју људи које могу да седе.
- Баштенске клупе су сличне клупама у јавном парку, али су дуже и нуде више места за седење.[1]
- Пикник столови, или угоститељски бифе столови, садрже клупе и сто.[2][3][4] Ови столови могу имати ноге стола које се могу склопити како би се убрзао транспорт и складиштење.
- Сликовите клупе су постављене да обезбеде удобније средство за уживање у контемплацији прелепог пејзажа, ужурбане уличне сцене или ређе одређеног догађаја.
- Саобраћајне клупе се обично налазе у подручјима са великим прометом како би се омогућило људима да се брзо предахну.
- Клупа за одлагање је комбинација простора за седење и кутије за одлагање, која се често користи за чување баштенских залиха или опреме за роштиљ.
- Форма је клупа без наслона која се користила за седење у трпезаријама, школским просторијама и судовима - може бити од коже или тапацираног материјала са или без наслона за леђа.
- Дрвене клупе у раним железничким путничким вагонима[5][6]

Различите врсте клупа су посебно дизајниране за и/или назване по одређеним употребама, као што су:
- Наслоњене клупе су присутне у неким градовима, на којима се људи могу одмарати на јавним површинама где нема места за обичне клупе.[7][8]
- Црквене клупе и клупе унутар богомоља, које су понекад опремљене додатном клупом за клечање.[9][10] Црквене клупе могу бити израђене у различитим стиловима укључујући традиционалне, модерне и закривљене како би се уклопиле и употпуниле архитектонске стилове и просторе богомоља.[11][12]
- клупа је традиционално седиште уграђено у аутомобиле, са непрекидним подметачем који се протеже целом ширином кабине.[13][14][15][16]
- клупа за кажњавање се користи да кажњеник лежи (и често буде везан) за извођење телесне казне, по којој се може посебно назвати, нпр. клупа за шибање[17][18][19]

## Галерија
- Клупе
- Железничка клупа GWR Ширт Батон на железничкој станици Ст Ерт, Корнвол, УК
- Камена клупа у Ливадијској палати, Крим
- Отворена клупа у парку у Техерану
- Клупе на Кефалонији, западна Грчка
- Клупа направљена од дебла одсеченог моторном тестером
- Стара клупа од дебла из архитектонско-етнографског комплекса Етар
- У Сафолку, Енглеска
- Клупа Банка берлинског двора, 13. век
- Црквене клупе, катедрала Светог Павла, Лондон
- Дрвена клупа у знак сећања на композитора Ханса Роелија у скијашкој области Ароса, Швајцарска
- Декоративна „зечја клупа” у Пејзажној уличици, Кијев, Украјина
- Црквене клупе у жупној цркви Сент Марилебон.
- Традиционална црквена клупа од пуног храста
- Израда клупа у столарској радионици
- Ћерпични (земљани) банко-стил клупе
- Запуштене клупе, Кореја
- Дуга дрвена клупа у централном Истаду.
- Друштвена софа у Лутелгесту (Холандија)